# 熊木令次
熊木 令次（くまき れいじ、1922年（大正12年）8月22日 - 2015年（平成27年）7月22日）は、日本の地方公務員、政治家。東京都東村山市長（4期）。

## 経歴
東京府北多摩郡東村山村(東村山町を経て、現・東村山市)生まれ。旧制東亜商業学校（現東亜学園高等学校）を経て、脇田簿記学校卒。戦後、東村山町役場に入る。役場では収入役、総務課長、助役を務め、助役時代の1964年（昭和39年）に東村山町は市制施行により東村山市となった。市制施行後も助役として初代市長の小山林平を補佐した。
1967年（昭和42年）東村山市長選挙で当選。市内に都立高校の設置、保健所や税務署の誘致、水道事業を都に一元化させ、都市基盤と生活環境の整備、福祉の充実と、市民の健康増進、教育文化の向上などに積極的に取り組んだことにより、市民の信頼を得た。このほか東京都市長会会長、全国市長会理事及び関東支部役員などを務めた。市長は4期務め、1983年（昭和58年）に退任した。2004年（平成16年）12月、東村山市名誉市民。2015年（平成27年）10月24日、死去。93歳没。同年11月4日、東村山市内の梅岩寺にて葬儀が行われた。